# ドッグ・ソルジャー

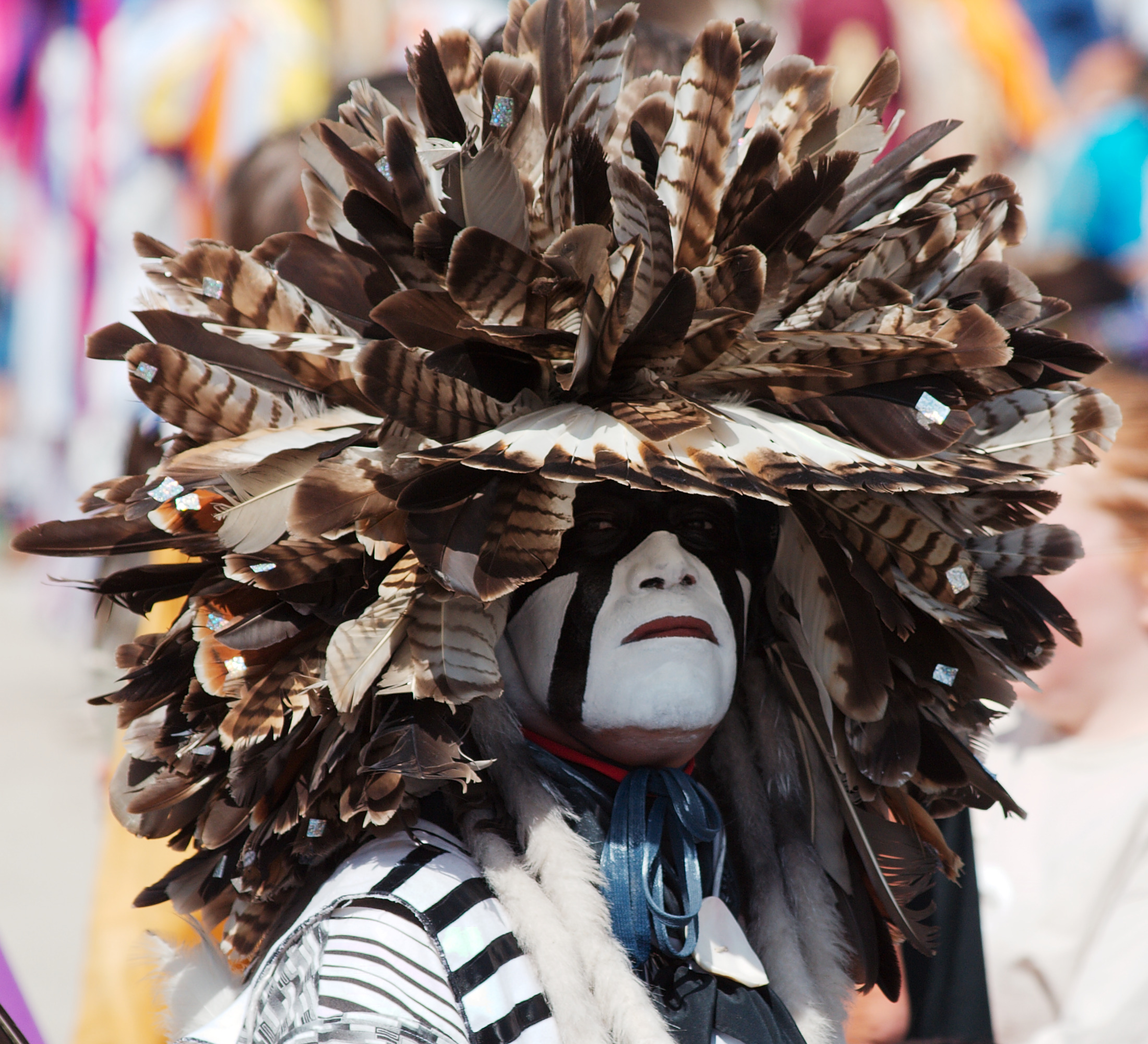
パウワウにおいて、犬の戦士の髪飾りを付けた若者

ドッグ・ソルジャー（犬の戦士団、Dog Soldiers）は、 アメリカインディアンのシャイアン族の戦士集団のこと。シャイアン語の「Hotamétaneo'o、またはHotámitä'ni（犬の戦士、犬の男たち）」を英訳したもの。

## 概要
シャイアン族の6つの戦士集団のうちのひとつ。1830年代後半に西部大平原において拡大した、合衆国の民族浄化に対する抵抗戦（インディアン戦争）で、スー族やアラパホー族と同盟し、カンザス、ネブラスカ、コロラド、ワイオミングの各州で部族を守る重要な働きを示した。合衆国との交戦派の急先鋒として、しばしばブラック・ケトルやホワイト・アンテロープのような和平派の酋長と対立した。
シャイアン族は20余りの支族で構成されており、他のインディアン部族と同様、その社会は完全合議制民主主義であり、それぞれの部族社会はその決めごとを「会議のティーピー」で、和平のパイプを交えて連座の合議で決定する。この合議制度は現在も基本的に変わらない。部族のもめごとは調停者である酋長（チーフ）のとりなしによって処理される。
人類学者のジェームズ・ムーニーの報告では、定番の野営地を持ったシャイアン族のバンドには次のようなものがあった。
- Heviqs'-ni'`pahis
- Moiséyu
- Wu'tapíu
- Hévhaitä'nio
- Oi'vimána
- Hisíometä'nio
- Sutáio
- Oqtóguna
- Hó'nowa
- Masi'`kota
- O'mi'sis

定番の野営地を持たないバンドには次のようなものがあった。
- Moqtávhaitä'niu
- Ná'kuimána
- Anskówinis
- Pi'nûtgû'
- Máhoyum
- Wóopotsi't
- Totoimana
- 黒い小屋
- リーのバンド
- イエロー・ウルフのバンド
- 混血者のバンド

「犬の戦士団」は命を捨てて戦いに挑む決死の戦士団だった。彼らは長布を腰に結び、戦いの場でその端に「聖なる矢」を突き刺して自らの身体を地面に固定し、不退転の決意で戦った。
インディアンの戦士団は個人主義に基いており、「軍隊」のような命令系統の下にはない。戦士たちは個人個人の判断で行動するものであって「兵士」ではなく、彼らを「率いる」ような「司令官」や「軍事指導者」は存在しない。白人は酋長を「司令官」、「軍事指導者」と誤解しているが、酋長はあくまで調停者であって、「指導者」ではない。

### ポーキュパイン・ベアー
1837年に、レッド川北の分岐に沿ってカイオワ族が野生馬の群れを狩っていた際に、48人のシャイアン族がこのカイオワ族とコマンチ族の戦士たちによって殺された。犬の戦士団の有力な戦士ポーキュパイン・ベアーは、シャイアン族の他の支族やアラパホー族を説得して、カイオワ族に対する報復に手を貸してほしいと呼びかけた。ワイオミングのララミー砦で、白人の交易業者から酒を手に入れたあと、彼は南プラット川に沿って北にあったシャイアン族の野営にやって来た。
ポーキュパイン・ベアーは宴会に加わり、犬の戦士団の歌を唄った。彼のいとこのリトル・クリークとアラウンドの二人は、そのうちに酒席での喧嘩に巻き込まれた。アラウンドはリトル・クリークに刺し殺されそうになって悲鳴を上げ、これに怒ったポーキュパイン・ベアーはリトル・クリークから取り上げたナイフで数回、彼を突き、殺した。犬の戦士団の名を汚すこの行いに対し、部族会議が開かれ、ポーキュパインの一族の部族からの追い出しが決定された。以後、彼らは部族の野営から離れてティーピーを建てなければならず、「犬の戦士団」も、宿敵カイオワ族との戦いに参加できなくなった。
「犬の戦士団」が主要な戦士団でなくなり、「狼戦士団」はカイオワ族との戦いで消耗し無くなった。代わって「弓の弦戦士団」がカイオワ族との戦いで主要な戦士団となった。無任所となった後、ポーキュパイン・ベアー達「犬の戦士団」は、ウルフ・クリークでのカイオワ族とコマンチ族との戦で先鋒を務めたが、戦勝の栄誉には加われなかった。
1840年、現在のコロラド州にあったベント砦で、平原インディアンたちの和平会議があり、シャイアン族とアラパホー族が、宿敵部族のコマンチ族、カイオワ族、平原アパッチ族と同盟を組んだ。

### インディアン戦争
1849年、大平原部族を白人の持ち込んだコレラが襲い、シャイアン族では特にマシコタ・バンドとオクトグナ・バンドをほぼ壊滅させ、シャイアン族の南部支族約半分を死滅させた。「犬の戦士団」は壊滅状態となったマシコタ・バンドの戦士団に編入され、次第にその勢力を取り戻した。彼らは白人侵略者との戦いで勇猛な働きを見せ、再び部族から敬意を受けるようになった。
1864年の「サンドクリークの虐殺」で、チビントン大佐の率いる第三連隊はブラック・ケトル酋長の属するウタパイ・バンドを虐殺し、ヘヴァイタニウ・バンドやオイヴィマナ・バンド、ヒシオメタニオ・バンドといった支族もインディアン戦争で数を減らした。
北西大平原の支族に根差した「犬の戦士団」は、同盟部族のスー族で、ダコタ族やシチャング族としばしば婚姻関係を結んだ。トール・ブルやホワイト・ホースといった著名な戦士を含む、「犬の戦士団」の多くがスー族との混血だった。1867年6月の「ウォレス砦の攻撃」では、ローマン・ノーズとともに戦っている。